# Автобус Победы

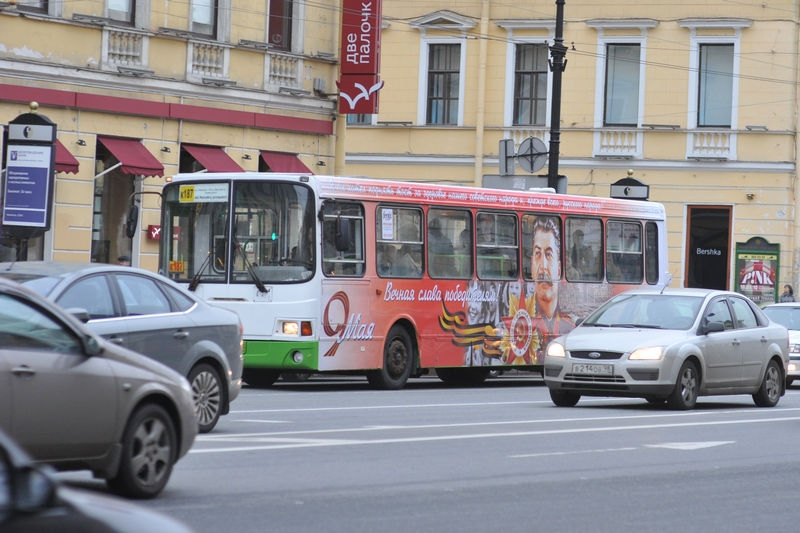
Автобус с портретом Сталина в Санкт-Петербурге (5 мая 2010)

Автобус Победы, сталинобус — общественная акция, проводимая с 2010 года в ряде городов России и стран СНГ. Заключается в размещении изображений И. В. Сталина на средствах общественного транспорта. Проводится главным образом в период празднования Дня Победы СССР над Германией в Великой Отечественной войне 1941—1945 годов.
По словам одного из организаторов акции Дмитрия Лыскова, эта акция носит исторический, а не политический характер: «Она возвращает на улицы городов к 9 мая портрет Верховного Главнокомандующего и призвана напомнить о роли И. В. Сталина в великой Победе» и проводится общественными усилиями за счёт добровольных пожертвований энтузиастов. Изображения Сталина на транспортных средствах размещаются на коммерческой основе.

## Хронология

### 2010 год

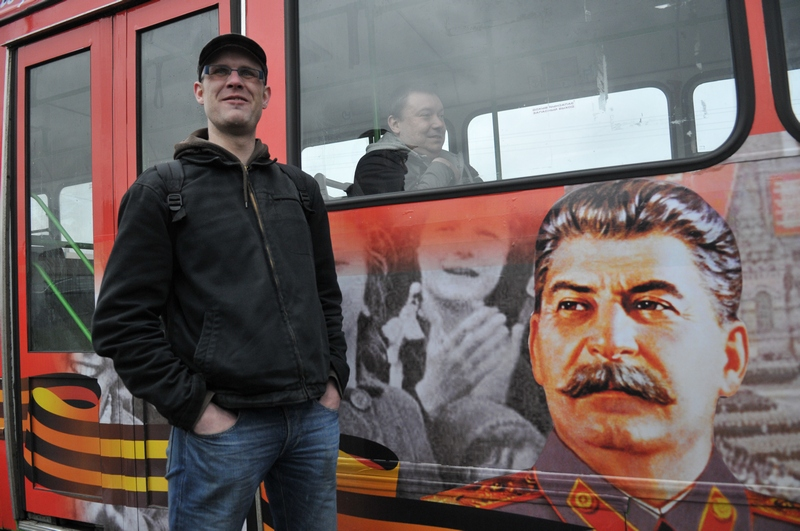
Инициатор запуска первого сталинобуса Виктор Логинов, 5 мая 2010 года

Впервые акция была проведена в 2010 году и была приурочена к 65-й годовщине Победы СССР в Великой Отечественной войне. 5 мая в Санкт-Петербурге на маршрут К-187 вышел автобус в праздничной раскраске с изображением Сталина. Значительная часть этого маршрута проходит по Невскому проспекту. По словам перевозчика, автобус этого маршрута со Сталиным ездил один день. Вечером того же дня лицо Сталина было закрашено местными активистами.
Инициатором этой акции выступил журналист и блогер из Санкт-Петербурга Виктор Логинов.
Интересно, что маршрут № К-187 являлся нелегальным, автобус вышел на маршрут с нарушением закона Санкт-Петербурга № 19-4 «О наземном пассажирском маршрутном транспорте общего пользования в Санкт-Петербурге». Автобус принадлежал ООО «Сеть пассажирских перевозок», которое известно тем, что на момент акции имело давний конфликт с властями Санкт-Петербурга, не имело договора с Комитетом по транспорту, за 2008 и 2009 годы 10 раз привлекалось к административной ответственности и являлось фактически банкротом. К 2011 году компания окончательно прекратила свою деятельность, а маршрут К-187 был передан компании «Питеравто».

### 2011 год
На следующий год после петербургской акции, организаторы заявили о намерении провести её и в других городах России, в частности, в Москве, Новосибирске, Омске, Волгограде, Кирове. Акция была приурочена к 66-й годовщине победы в Великой Отечественной войне (май 2011 года) и 70-й годовщине парада на Красной площади 7 ноября 1941 года (ноябрь 2011 года).
Организаторы столкнулись с противодействием властей, которые запретили выход некоторых автобусов на линию. 5 мая 2011 года телеканал НТВ сообщал, что почти во всех регионах организаторы получили отказ со стороны рекламных агентств и перевозчиков, к которым они обращались.
С 5 мая в Волгограде стали ездить две маршрутки с портретами Сталина на борту.
С 6 мая две маршрутные «ГАЗели» с изображением Сталина начали курсировать в Омске. Как прокомментировали организаторы акции, разместить портрет Сталина на муниципальных автобусах не удалось, так как для этого требуется разрешение администрации города, поэтому в качестве передвижного транспаранта организаторы решили использовать маршрутные такси.
6 мая два автобуса Победы вышли в Иркутске. По словам организаторов, в сборе средств приняли участие около 300 человек, на аренду рекламного места и оклейку автобусов было потрачено 40 тыс. рублей. Координатор акции Пётр Бирюков отметил: «В первую очередь — это наш подарок нашим ветеранам, поздравление с Днём Победы. И лишь во вторую — такой восклицательный знак, напоминание, что не все согласны с тотальной десоветизацией нашего общего прошлого». В первый же день вандалы испортили портрет. Водителям удалось поймать одного из вандалов, им оказался подросток из неблагополучной семьи, который сказал, что ему предложил сделать это за небольшую сумму «какой-то дядька». Представители рекламного агентства заявили, что изображение будет восстановлено.
10 мая автобус с портретом Сталина вышел в Новосибирске. Как сказал организатор акции Василий Манохин, автобус не является маршрутным, он принадлежит одному из городских предприятий. Однако в городе его можно будет встретить в течение месяца. Ранее мэрия города запретила выход автобусов Победы на городской маршрут. «Франция помнит Наполеона, это их история, а Сталин — это наша история. Посмотрите, сейчас в СМИ с шлема Гагарина стерты буквы „СССР“, потому что это „мерзкий тоталитарный совок“. Но ведь это же было», — сказал Манохин.
Всего в 2011 году сталинобусы появлялись на улицах 14 российских городов (Москва, Санкт-Петербург, Волгоград, Иркутск, Омск, Киров, Уфа, Новосибирск, Хабаровск, Южно-Сахалинск, Тюмень, Чита, Томск, Калининград) и в одном городе на Украине (Севастополь).

### 2012 год
В 2012 году акция была проведена вновь. Сталинобус появился в Нижнем Новгороде, Саранске, Новочеркасске, Набережных Челнах, Екатеринбурге, Владивостоке и ряде других городов.

### 2013 год
В начале 2013 года акцию решили приурочить к 70-летнему юбилею победы советских войск в Сталинградской битве. Сталинобусы вышли в трёх городах: Волгограде, Чите и Санкт-Петербурге. Акция состоялась при поддержке КПРФ, Профсоюза граждан России и Народного комиссариата исторической достоверности. Акцию поддержали участники движения «Суть времени» Сергея Кургиняна.

## Реакция и оценки
Проведение акции вызвало значительный общественный резонанс.
Акция была поддержана КПРФ и Профсоюзом граждан России. В то же время ряд российских политиков и правозащитников выступили против неё.
Портрет Сталина на первом «сталинобусе», вышедшем на рейс 5 мая 2010 года, вскоре после начала курсирования был закрашен активистами партии «Яблоко». Один из участников акции так прокомментировал свой поступок: «Тот факт, что автобус с изображением Иосифа Сталина ездит по Петербургу, я воспринимаю как личное оскорбление и не вижу для себя возможности закрывать на это глаза».
В 2013 году петербургские сепаратисты из движения «Свободная Ингрия» запустили свой «маннергеймобус» с портретом маршала Карла Маннергейма — первого президента независимой Финляндии. По словам организаторов акции, их маршрутка была ответом на «сталинобус».
Председатель Московской Хельсинкской группы Людмила Алексеева заявила о сугубо отрицательном отношении к акции, сказав, что «появление изображений Сталина у многих вызовет решительный протест». Председатель российского отделения общества «Мемориал» Ян Рачинский заявил: «Всё это ещё раз подтверждает необходимость правовой оценки деяний Сталина. Пропагандировать преступника такого масштаба, мягко говоря, нехорошо».
Научно-информационный центр «Мемориал» обратился к властям Санкт-Петербурга с просьбой убрать автобус с изображением Сталина с улиц города. Директор НИЦ Ирина Флиге заявила: «Мы просим губернатора принять меры к пресечению политической провокации в Петербурге. Действия транспортной компании не только наносят моральную травму жертвам политических репрессий, но и оскорбляют ветеранов войны, жителей блокадного Ленинграда». Руководитель президентского Совета по правам человека Михаил Федотов заявил, что Федеральная антимонопольная служба должна отреагировать на проведение акции. По мнению Федотова, эта акция является провокацией в чистом виде. В ответ на заявление Федотова начальник московского управления ФАС Владимир Ефимов сказал, что нарушений законодательства в такой акции нет: «Можно наносить любой портрет, хоть Ленина, хоть Сталина, нарушения в этом никакого не будет, если, конечно, при этом не будет никаких провокационных или экстремистских надписей».
Лидер партии «Яблоко» Сергей Митрохин также негативно отнёсся к акции, выступив за её запрет. По мнению Митрохина, «эта символика должна быть запрещена на государственных мероприятиях, в публичных местах, в органах власти, в кабинетах чиновников, в полиции и армии». Митрохин пояснил, что речь о любой символике, «возвеличивающей образ палача нашего народа», включая портреты Сталина.
Социолог Сергей Кара-Мурза писал: «Пытаясь разместить портреты Сталина на автобусах, граждане хотят выразить своё отрицание того пути, на который нас толкнули Горбачёв с Ельциным и по которому страна катится и сегодня. Это — способ волеизъявления людей, лишённых доступа к СМИ, для выражения своего несогласия».
Критически об акции высказывались представители общественности Прибалтики, Украины и Белоруссии. В частности, общественный комитет по увековечиванию памяти жертв Голодомора обратился к президенту Украины Виктору Януковичу с просьбой не допустить появления «сталинобуса» в Севастополе, указав на то, что эта акция «является нарушением всех и всяческих моральных норм, поскольку речь идёт о человеке, несущем ответственность за гибель миллионов». Мэр Риги Нил Ушаков заявил, что власти города не допустят появления «сталинобусов» в городе. Власти Таллина также выступили против проведения акции в своём городе.